# Winfried Sebald
Winfried Georg „Max“ Sebald (Wertach, 18 maggio 1944 – Norfolk, 14 dicembre 2001) è stato uno scrittore tedesco, conosciuto come W.G. Sebald.
Più volte annoverato da eminenti critici letterari fra i più grandi saggisti e prosatori contemporanei, prima della sua improvvisa e tragica morte, avvenuta in un incidente stradale, in molti lo avevano individuato come possibile vincitore del Premio Nobel per la letteratura.

## Biografia
Nato e cresciuto in Baviera, dal 1948 al 1963 visse a Sonthofen. Suo padre, Georg Sebald, si arruolò nel 1929 nella Reichswehr e rimase nella Wehrmacht sotto i nazisti. Figura scostante nella vita dell'autore, fu prigioniero di guerra fino al 1947; il nonno rimase la presenza più importante degli anni giovanili. A Sebald furono mostrate immagini dell'Olocausto mentre era a scuola a Oberstdorf e narrò come nessuno dei suoi compagni seppe spiegare tali immagini. Olocausto e Germania del dopoguerra gravitano pesantemente nelle opere di Sebald.
Studiò letteratura alle Università di Friburgo in Brisgovia (Germania), Friburgo (Svizzera) e Manchester (Gran Bretagna). Diventò Assistente Lettore all'University of Manchester nel 1966 e si trasferì definitivamente in Inghilterra nel 1970, lavorando presso la University of East Anglia (UEA). Nel 1987 fu nominato titolare della Cattedra di Letteratura Europea alla UEA e nel 1989 fondò il British Centre for Literary Translation, divenendone anche direttore. In quel periodo visse principalmente a Wymondham e Poringland. Sposatosi con Ute nel 1967, Sebald morì in un incidente stradale nel 2001. Stava guidando l'auto, accompagnato da sua figlia Anna, che sopravvisse allo scontro (sembra che Sebald abbia subito un infarto improvviso e sia stato sbalzato nella corsia opposta, causando uno scontro frontale). È sepolto nel cimitero di St. Andrew a Framingham Earl, vicino a dove viveva.
Le opere di Sebald si concentrano soprattutto sul tema della memoria e dei ricordi, specie quelli personali e collettivi. Sono principalmente un tentativo di riconciliare se stesso - in termini sia personali sia letterari - con il trauma della Seconda guerra mondiale e i suoi effetti sul popolo tedesco. Le sue profonde preoccupazioni in merito all'Olocausto vengono espresse in diversi scritti, che tracciano le sue connessioni biografiche con gli ebrei. Le sue opere sono scritte in tedesco, ma tradotte in diverse lingue, tra le quali l'inglese che lui stesso controllava attentamente insieme ai relativi traduttori, tra cui si annoveravano Anthea Bell e Michael Hulse.
Tra le opere principali si segnalano Austerlitz, Gli anelli di Saturno, Gli emigrati e Vertigini. Tali scritti sono una combinazione curiosa di fatti (o fatti apparenti), memorie e fantasia, spesso corredati di fotografie in bianco e nero che vengono a fungere da contrappunto alla narrativa, piuttosto che illustrarla direttamente. Tutti i suoi romanzi sono presentati come osservazioni e rimembranze di Sebald mentre viaggiava in svariate parti dell'Europa. Sebald è anche l'autore di tre libri di poesia, uno dei quali è stato pubblicato in italiano. Le edizioni inglesi sono: After Nature (1998); For Years Now (2001) e The Unrecounted (2004).

## Influenze
Le opere di Thomas Browne, Honoré de Balzac, Italo Calvino, Robert Walser, Virginia Woolf e Jorge Luis Borges sono state quelle che maggiormente hanno influenzato Sebald; di Borges, specialmente Il giardino dei sentieri che si biforcano e Tlön, Uqbar, Orbis Tertius. Sebald fa riferimento a Tlön nel suo Gli anelli di Saturno.

## Opere
- Secondo natura. Un poema degli elementi (Nach der Natur. Ein Elementargedicht, 1988), traduzione di Ada Vigliani, Collana Biblioteca n.545, Milano, Adelphi, 2009, ISBN 978-88-459-2415-6.
- Vertigini (Schwindel. Gefühle. Eichborn, 1990)
  - Collana Letteraria, Milano, Bompiani, 2000, ISBN 978-88-452-4704-0.
  - traduzione di Ada Vigliani, Collana Fabula n.153, Milano, Adelphi, 2003, ISBN 978-88-459-1821-6.
- Gli emigrati (Die Ausgewanderten, 1992)
  - a cura di Gabriella Rovagnati, Collana Letteraria, Milano, Bompiani, 2000, ISBN 978-88-452-4202-1.
  - traduzione di Ada Vigliani, Collana Fabula n.185, Milano, Adelphi, 2007, ISBN 978-88-459-2156-8.
- Gli anelli di Saturno. Un pellegrinaggio in Inghilterra (Die Ringe des Saturn. Eine englische Wallfahrt, 1995)
  - a cura di Gabriella Rovagnati, Collana Letteraria straniera, Milano, Bompiani, 1998, ISBN 978-88-452-3629-7.
  - traduzione di Ada Vigliani, Collana Fabula n.227, Milano, Adelphi, 2010, ISBN 978-88-459-2509-2.
- Austerlitz (2001), traduzione di Ada Vigliani, Collana Fabula n.143, Milano, Adelphi, 2002, ISBN 978-88-459-1707-3.
- Le Alpi nel mare (Kleine Exkursion nach Ajaccio. Campo Santo. Die Alpen im Meer. La cour de l'ancienne école, 2003), traduzione di Ada Vigliani, Collana Biblioteca minima n.46, Milano, Adelphi, 2011, ISBN 978-88-459-2580-1.
- Tessiture di sogno (Campo Santo, 2003), a cura di Sven Meyer, traduzione di Ada Vigliani, Collana Biblioteca n.737, Milano, Adelphi 2022, ISBN 978-88-459-3712-5.
- Sulla terra e sull'acqua. Poesie scelte (1964-2001) (Über das Land und das Wasser. Ausgewählte Gedichte 1964–2001, 2008), a cura di Sven Meyer, Collana Biblioteca, Milano, Adelphi, 2025, ISBN 978-88-459-3980-8.
- Moments musicaux (2012), trad. di Ada Vigliani, Collana Biblioteca minima n.56, Milano, Adelphi, 2013, ISBN 978-88-459-2800-0.

### Saggistica e Critica letteraria
- Carl Sternheim: Kritiker und Opfer der Wilhelminischen Ära, Magisterarbeit, Kohlhammer, Stuttgart, 1969.
- Der Mythus der Zerstörung im Werk Döblins. Dissertation, Ernst Klett, Stuttgart, 1980.
- Die Beschreibung des Unglücks. Zur österreichischen Literatur von Stifter bis Handke, Residenz-Verlag, Salzburg/Wien, 1985.
- A radical stage: theatre in Germany in the 1970s and 1980s (Radikale Bühne – Theater in Deutschland in den 1970er und 1980er Jahren), a cura di W.G. Sebald. Berg, Oxford, 1988.
- Unheimliche Heimat. Essays zur österreichischen Literatur, Residenz-Verlag, Salzburg/Wien, 1991.
- Soggiorno in una casa di campagna. Su Gottfried Keller, Johann Peter Hebel, Robert Walser e altri (Logis in einem Landhaus. Autorenporträts über Gottfried Keller, Johann Peter Hebel, Robert Walser und andere, 1998), traduzione di Ada Vigliani, Collana Biblioteca n.596, Milano, Adelphi, 2012, ISBN 978-88-459-2730-0.
  - Il passeggiatore solitario. In ricordo di Robert Walser (Le promeneur solitaire. Zur Erinnerung an Robert Walser, 1998), traduzione di Ada Vigliani, Milano, Adelphi, 2006, ISBN 978-88-459-2073-8. [capitolo di Soggiorno in una casa di campagna]
- Storia naturale della distruzione (Luftkrieg und Literatur. Mit einem Essay zu Alfred Andersch, 1999), traduzione di Ada Vigliani, Collana Biblioteca n.463, Milano, Adelphi, 2004, ISBN 978-88-459-1923-7.
- Ich möchte zu ihnen hinabsteigen und finde den Weg nicht. Zu den Romanen Jurek Beckers. In: Sinn und Form 2/2010, S. 226–234 (Erstveröffentlichung, ursprünglich verfasst für eine 1992 erschienene Materialiensammlung zum Werk Jurek Beckers, die Aufnahme von Sebalds Essay wurde damals jedoch abgelehnt).

### Interviste
- Torsten Hoffmann (Hg.): »Auf ungeheuer dünnem Eis«. Gespräche 1971 bis 200, Fischer-Taschenbuchverlag, Frankfurt am Main, 2011, ISBN 978-3-596-19415-5.
- Il fantasma della memoria. Conversazioni con W. G. Sebald, traduzione di Chiara Stangalino, a cura di Lynne Sharon Schwartz, Prefazione di Filippo Tuena, Collana Visioni, Roma, Treccani, 2019, ISBN 978-88-120-0749-3.